# Osan
Osan is een stad in de Zuid-Koreaanse provincie Gyeonggi-do. De stad telt ruim 182.000 inwoners en ligt in het westen van het land. De stad speelde een belangrijke rol tijdens de Koreaanse Oorlog in 1950. Het was Osan waar de Verenigde Staten en Noord-Korea elkaar voor het eerst troffen en vochten.

## Bestuurlijke indeling
- Chungang-dong
- Daewon-dong
- Namchon-dong
- Shinjang-dong
- Sema-dong
- Chopyung-dong

## Stedenbanden
- Hidaka, Japan
- Ürümqi, China
- Killeen, Verenigde Staten
- Miami, Verenigde Staten

Steden:
Ansan · Anseong · Anyang · Bucheon · Dongducheon · Gimpo · Goyang · Gunpo · Guri · Gwacheon · Gwangju · Gwangmyeong · Hanam · Hwaseong · Icheon · Namyangju · Osan · Paju · Pocheon · Pyeongtaek · Seongnam · Siheung · Suwon (hoofdstad) · Uijeongbu · Uiwang · Yangju · Yeoju · Yongin
Districten:
Gapyeong · Yangpyeong · Yeoncheon